# Picumnus aurifrons
El carpinterito del Amazonas (Picumnus aurifrons), también denominado carpinterito frentidorado (en Colombia), carpinterito de pecho barrado (en Perú), telegrafista pechirrayado  o carpinterito verde, es una especie de ave piciforme perteneciente al numeroso género Picumnus de la familia Picidae. Es nativo de la cuenca amazónica en América del Sur.

## Distribución y hábitat
Se distribuye en la porción sur de la cuenca amazónica, desde el noreste de Perú, extremo sur de Colombia y Amazonia brasileña, principalmente al sur del río Amazonas, hacia el este hasta su desembocadura en el Océano Atlántico, y hacia el sur, hasta el centro de Mato Grosso, sureste de Perú, noroeste y noreste de Bolivia.
Su hábitat natural son los bosques subtropicales o tropicales húmedos, tanto de terra firme como de várzea, islotas fluviales, arbustales y matorrales y bosques antiguos muy degradados.

## Descripción
Mide 7,5 cm de longitud y pesa entre 8 y 10 g, en promedio, el macho pesa 9,2 g y la hembra 8,6 g. Presenta una boina color chocolate muy oscuro con estrías amarillo-doradas en la frente, punteado de blanco en la parte posterior (la hembra sin el dorado); las partes inferiores son blanco-amarillentas, con barrado negruzco en el pecho; el vientre es estriado negruzco. Las partes superiores son pardo-oliváceas, barradas y escamadas de amarillento.

## Comportamiento
Muy poco se conoce sobre sus hábitos alimentares y reproductivos, se presume que se alimente de insectos. Ya fue registrado con larvas de insectos.

### Vocalización
Su llamado es un «tsirrrit-tsit-tsit», recordando a un picaflor (Trochilidae).

## Sistemática

### Descripción original
La especie P. aurifrons fue descrita por primera vez por el ornitólogo austríaco August von Pelzeln en 1870 bajo el mismo nombre científico; localidad tipo «Engenho do Gama, Caiçara y Salto do Girão, centro oeste de Brasil.»

### Etimología
El nombre genérico masculino «Picumnus» deriva del latín moderno: pequeño pájaro carpintero, que deriva del mito romano «Picumnus», la personificación del pájaro carpintero; y el nombre de la especie «aurifrons», proviene del latín «aurum, auri»: oro  y «frons, frontis»: frente; significando «de frente dorada».

### Taxonomía
Puede ser pariente cercano con Picumnus fuscus. Las subespecies juruanus y borbae, que presentan estrías rojas en la frente, fueron tratadas anteriormente como una especie separada (P. borbae), a pesar de que, desde un punto de vista biogeográfico, tal tratamiento no parece viable.

### Subespecies
Según la clasificación del Congreso Ornitológico Internacional (IOC) y Clements Checklist v.2017, se reconocen siete subespecies, con su correspondiente distribución geográfica:
- Picumnus aurifrons flavifrons Hargitt, 1889 – noreste de Perú y oeste de Brasil (a lo largo del río Solimões).
- Picumnus aurifrons juruanus Gyldenstolpe, 1941 – este de Perú, norte de Bolivia hasta el oeste de Brasil (alto río Juruá).
- Picumnus aurifrons purusianus Todd, 1946 – oeste de Brasil (alto río Purus).
- Picumnus aurifrons wallacii Hargitt, 1889 – medio y bajo río Purus hacia el este hasta el bajo río Madeira.
- Picumnus aurifrons borbae Pelzeln, 1870 – bajo río Madeira hacia el este hasta el bajo río Tapajós.
- Picumnus aurifrons transfasciatus Hellmayr & Gyldenstolpe, 1937 – río Tapajós hacia el este hasta el río Tocantins.
- Picumnus aurifrons aurifrons Pelzeln, 1870 – norte de Mato Grosso desde el alto Madeira hacia el este hasta el alto Tapajós.

siste